# William Burt Pope
William Burt Pope (19 février 1822 - 5 juillet 1903) est un pasteur et théologien méthodiste wesleyen anglais, qui est président de la Conférence méthodiste.

## Biographie

### Jeunesse
William Burt Pope est né à Horton, en Nouvelle-Écosse, le 19 février 1822. Il est le fils cadet de John Pope (1791–1863), missionnaire wesleyen et de Catherine Uglow, originaire de Stratton, Cornouailles. Il est le frère cadet de George Uglow Pope. Après des études dans une école de village à Hooe et dans une école secondaire à Saltash, près de Plymouth, William passe un an dans son enfance (1837-1838) à Bedeque, Île-du-Prince-Édouard, aidant un oncle, constructeur naval et marchand général.
En 1845, il épouse Ann Ehza Lethbridge, fille d'un fermier yeoman de Modbury, près de Plymouth. Par elle, il a six fils, dont deux meurent en bas âge, et quatre filles.

### Carrière
Pope est accepté, en 1840, par le synode méthodiste de Cornouailles comme candidat au ministère, et entre à l'institution théologique méthodiste de Hoxton. Ordonné en 1842, il commence son ministère actif à Kingsbridge, Devonshire. Il sert pendant de courtes périodes à Liskeard, Jersey, Sandhurst, Douvres et Halifax. Il sert également pendant de plus longues périodes à City Road, Londres, Hull, Manchester, Leeds et Southport.
En 1846, il devient un linguiste et traducteur à succès de critiques anti-rationalistes allemands.
En 1860, il devient rédacteur en chef, ayant comme co-rédacteur (1883-1886) James Harrison Rigg (en), de la London Quarterly Review' à laquelle il était déjà collaborateur.
En 1867, il succède au Dr John Hannah l'ancien comme tuteur de théologie systématique à Didsbury. Il reçoit le diplôme de DD de l'Université Wesleyenne, États-Unis, en 1865 et de l'Université d'Édimbourg en 1877. En 1876, il visite l'Amérique avec le Dr Rigg en tant que délégué à la conférence générale de l'église épiscopale méthodiste de Baltimore.
En 1877, il est président de la Conférence méthodiste de Bristol.
De 1867 à 1886, il enseigne au Didsbury Wesleyan College de Manchester, en Angleterre.

### Apport théologique
Pope apporte des contributions notables à la littérature théologique faisant autorité au sein de sa dénomination. Son plus grand ouvrage, une théologie systématique, Compendium of Christian Theology (1875-1876), expose des arguments influents concernant la « doctrine de la sainteté propre à toute la théologie systématique méthodiste » et défend la doctrine méthodiste contre ses détracteurs. Wayne Grudem écrit que « Ce travail […] est l'une des plus grandes théologies systématiques écrites dans une perspective wesleyenne ou arminienne ». Il a des vues sotériologiques arminiennes.
Pope meurt le 5 juillet 1903 et est enterré au Cimetière d'Abney Park à Londres.

## Œuvres

### Livres en tant qu'auteur
- (en) William Burt Pope, The Abiding Word, London, Wesleyan Conference Office, 1855
- (en) William Burt Pope, The Rest Of Our Time, London, John Mason, 1856
- (en) William Burt Pope, The Love Of The Commandment, London, John Mason, 1862
- (en) William Burt Pope, The Great National Fast, London, [publisher not identified], 1866
- (en) William Burt Pope, The Presence Of Christ In His Church, [publisher not identified], 1866
- (en) William Burt Pope, An inaugural address delivered in the college chapel, [publisher not identified], 1867
- (en) William Burt Pope, Discourses on the kingdom and reign of Christ, London, Simpkin, Marshall, 1869 (lire en ligne)
- (en) William Burt Pope, The Person of Christ, London, Wesleyan Conference Office, 1871 (lire en ligne)
- (en) William Burt Pope, The Law Of Perfect Service, London, Wesleyan Conference Office, 1872
- (en) William Burt Pope, The Peculiarities Of Methodist Doctrine, London, Wesleyan Conference Office, 1873
- (en) William Burt Pope, A Memoir of John Fernley, London, Wesleyan Conference Office, 1874
- (en) William Burt Pope, The Person Of Christ, London, Wesleyan Conference Office, 1875 (lire en ligne)
- (en) William Burt Pope, The Prayers Of St. Paul, London, Wesleyan Conference Office, 1876 (lire en ligne)
- (en) William Burt Pope, A Memoir of the Late James Heald of Parrs Wood, London, Wesleyan Conference Office, 1876 (lire en ligne)
- (en) William Burt Pope, A Compendium of Christian Theology, vol. 1, London, Wesleyan Conference Office, 1877 (lire en ligne)
- (en) William Burt Pope, A Compendium of Christian Theology, vol. 2, London, Wesleyan Conference Office, 1877 (lire en ligne)
- (en) William Burt Pope, A Compendium of Christian Theology, vol. 3, London, Wesleyan Conference Office, 1877 (lire en ligne)
- (en) William Burt Pope, A Higher Catechism of Theology, London, T. Woolmer, 1883 (lire en ligne)
- (en) William Burt Pope, The Inward Witness and Other Discourses, London, T. Woolmer, 1885 (lire en ligne)

### Livres comme traducteur
- (en) Rudolf Stier, The Words of the Lord Jesus, vol. 1, London, J. Gladding, 1855 (lire en ligne)
- (en) Rudolf Stier, The Words of the Lord Jesus, vol. 2, London, J. Gladding, 1855 (lire en ligne)
- (en) Rudolf Stier, The Words of the Lord Jesus, vol. 3, London, J. Gladding, 1855 (lire en ligne)
- (en) Rudolf Stier, The Words of the Lord Jesus, vol. 4, London, J. Gladding, 1855 (lire en ligne)
- (en) Rudolf Stier, The Words of the Lord Jesus, vol. 5, London, J. Gladding, 1855 (lire en ligne)
- (en) Rudolf Stier, The Words of the Lord Jesus, vol. 6, London, J. Gladding, 1855 (lire en ligne)
- (en) Rudolf Stier, The Words of the Lord Jesus, vol. 7, London, J. Gladding, 1855 (lire en ligne)
- (en) Rudolf Stier, The Words of the Lord Jesus, vol. 8, London, J. Gladding, 1855 (lire en ligne)
- (en) Rudolf Stier, The Words of the Risen Savior and Commentary on the Epistle of St James, London, Hamilton, Adam and Co., 1859 (lire en ligne)
- (en) Johann Heinrich August Ebrard, Commentary on the Epistles of St. John, London, Hamilton, Adam and Co., 1860 (lire en ligne)
- (en) Johann Peter, Theological and Homiletical Commentary on the Gospels of St. Matthew and St. Mark, vol. 1, London, Hamilton, Adam and Co., 1861 (lire en ligne)
- (en) Johann Peter, Theological and Homiletical Commentary on the Gospels of St. Matthew and St. Mark, vol. 2, London, Hamilton, Adam and Co., 1861 (lire en ligne)
- (en) Ernst Wilhelm, Commentary on the Gospel of St. John, vol. 1, London, Hamilton, Adam and Co., 1865 (lire en ligne)
- (en) Ernst Wilhelm, Commentary on the Gospel of St. John, vol. 2, London, Hamilton, Adam and Co., 1865 (lire en ligne)
- (en) Ernst Wilhelm, History of the Kingdom of God, vol. 1, London, Hamilton, Adam and Co., 1871 (lire en ligne)
- (en) Ernst Wilhelm, History of the Kingdom of God, vol. 2, London, Hamilton, Adam and Co., 1871 (lire en ligne)
- (en) Georg Benedikt, A Comparative View on the Doctrines and Confessions of the Various Communities of Christendom, Edinburgh, T. & T. Clark, 1873 (lire en ligne)
- (en) Erich Haupt, The First Epistle of St. John: A Contribution to Biblical Theology, Edinburgh, T. & T. Clark, 1879 (lire en ligne)